# مارکوس آنتونیو
مارکوس آنتونیو (به پرتغالی: Marcos Antonio Nascimento Santos) بازیکن فوتبال اهل برزیل است که برای باشگاه لاتزیو بازی می‌کند.